# Jean Laurent
Jean Laurent (ur. 30 grudnia 1906 w Maisons-Alfort, zm. 14 maja 1995) – francuski piłkarz grający na pozycji obrońcy. Jest starszy o rok od swojego brata Luciena Laurenta, innego byłego reprezentanta Francji, pierwszego strzelca bramki w historii mundiali.
Podczas kariery zawodniczej reprezentował barwy takich klubów, jak CA Paryż, FC Sochaux, Club Français, Stade Rennais oraz Toulouse FC. W latach 1930–1932 rozegrał 9 meczów w reprezentacji Francji. Był uczestnikiem mistrzostw świata 1930.